# Hundsjön (Långareds socken, Västergötland)
Hundsjön är en sjö i Ale kommun och Alingsås kommun i Västergötland och ingår i Göta älvs huvudavrinningsområde. Sjön är 14,5 meter djup, har en yta på 0,675 kvadratkilometer och är belägen 135,1 meter över havet. Hundsjön är den tredje största sjön i vildmarksområdet Risveden. Vid provfiske har abborre, gädda och mört fångats i sjön.

## Delavrinningsområde
Hundsjön ingår i det delavrinningsområde (644015-130610) som SMHI kallar för Utloppet av Anten. Medelhöjden är 113 meter över havet och ytan är 116,88 kvadratkilometer. Räknas de 5 avrinningsområdena uppströms in blir den ackumulerade arean 216,7 kvadratkilometer. Mellbyån som avvattnar avrinningsområdet har biflödesordning 3, vilket innebär att vattnet flödar genom totalt 3 vattendrag innan det når havet efter 62 kilometer. Avrinningsområdet består mestadels av skog (57 procent) och jordbruk (13 procent). Avrinningsområdet har 19,86 kvadratkilometer vattenytor vilket ger det en sjöprocent på 17 procent. Bebyggelsen i området täcker en yta av 0,61 kvadratkilometer eller 1 procent av avrinningsområdet.